# Ambatomiady
Ambatomiady – gmina (kaominina) na Madagaskarze, w regionie Vakinankaratra, w dystrykcie Antanifotsy. W 2001 roku zamieszkana była przez 25 062 osób. Siedzibę administracyjną stanowi miejscowość Ambatomiady.